# Fiat Viaggio
Der Fiat Viaggio ist ein Fahrzeug der Kompaktklasse der Marke Fiat, das zwischen 2012 und 2017 bei GAC Fiat Chrysler Automobiles in China hergestellt wurde.
Er war eine leicht abgeänderte Version des Dodge Dart. Viaggio und Dart teilen sich eine überarbeitete C-Plattform von FCA Fiat Chrysler mit ihren Konzerngeschwistern Alfa Romeo Giulietta, Chrysler 200 und Jeep Cherokee.
Der Fiat Viaggio unterschied sich durch die Motorisierung, die Innenausstattung sowie durch den Front- und den Heckbereich vom Dart. Anstelle eines durchgehenden Leuchtenbands wie der Dart haben Viaggio und Ottimo zwei einzelne Rückleuchten.
Der Viaggio war das erste von GAC Fiat Automobiles produzierte Modell und trug in China den Namen Fei Xiang. Er wurde auf der Auto China 2012 präsentiert.

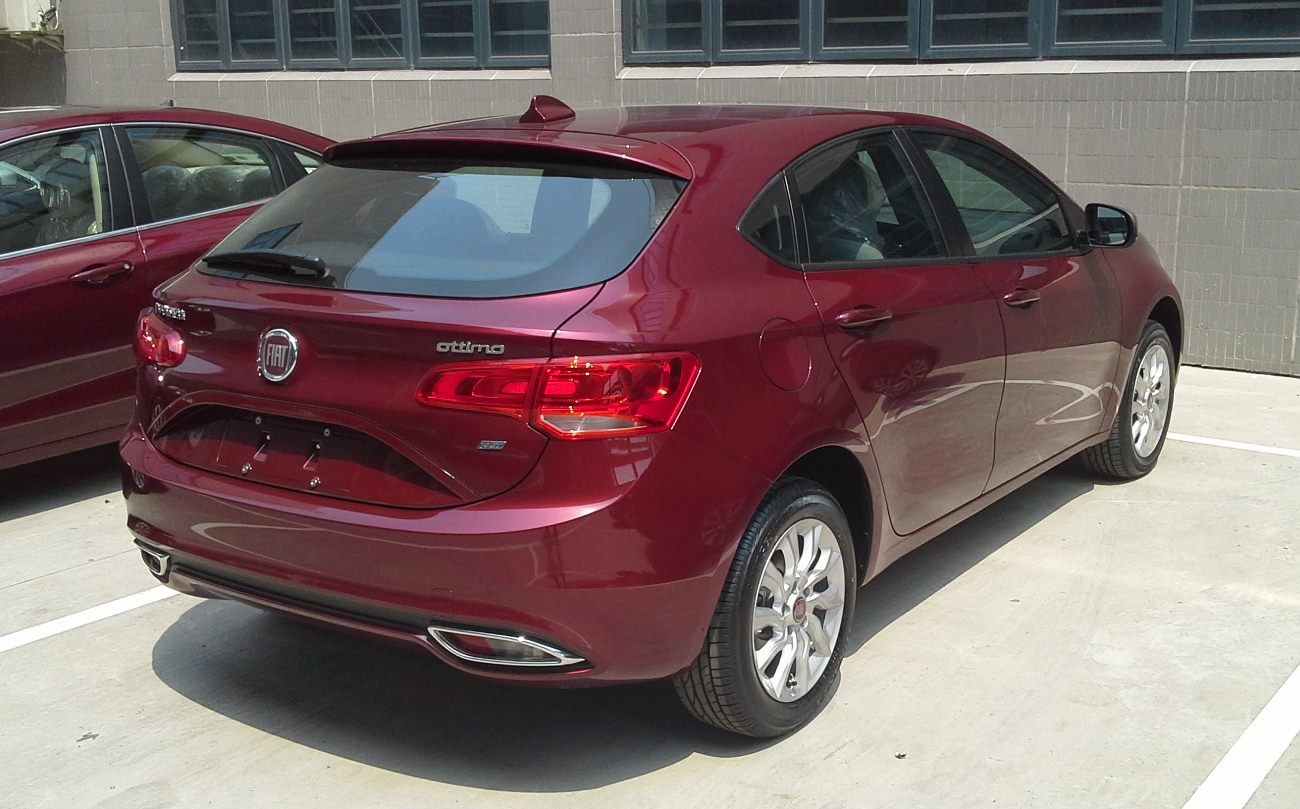
Fiat Ottimo

 Im Jahr 2013 folgte die Schrägheckversion Fiat Ottimo, die von Roberto Giolito gestaltet worden war.
Beide Versionen erwiesen sich als nicht erfolgreich. Statt des anvisierten Verkaufsvolumens von 250.000 Stück wurden von beiden Modellen im Jahr 2014 nur 68.090, im Jahr 2015 insgesamt 31.481 und im Jahr 2016 wiederum nur 12.699 Exemplare zugelassen.
Anstelle eines Nachfolgemodells konzentriert sich GAC FCA seit dem Produktionsstopp auf die Herstellung von Fahrzeugen der Marke Jeep.
| Modell                          | 1.4 Turbo                                                  | 1.4 Turbo                                                  |
| Zylinderzahl                    | R4                                                         | R4                                                         |
| Hubraum (cm³)                   | 1368                                                       | 1368                                                       |
| Max. Leistung (kW/PS)           | 88/120 bei 5000–5500                                       | 110/150 bei 5500                                           |
| Max. Drehmoment (Nm)            | 206 bei 2500                                               | 230 bei 3000                                               |
| Höchstgeschwindigkeit (km/h)    | 196                                                        | 207                                                        |
| Getriebe (Serienmäßig)          | 5 Gang-Schaltgetriebe oder 6 sequentielles Getriebe (DDCT) | 5 Gang-Schaltgetriebe oder 6 sequentielles Getriebe (DDCT) |
| Beschleunigung (0–100 km/h)     | 10,5 s                                                     | 9,5 s                                                      |
| Verbrauch kombiniert (l/100 km) | 7,2 N                                                      | 7,5 N                                                      |
| Tankinhalt                      | 60                                                         | 60                                                         |